# Valle del Krma
La valle del Krma è una valle delle Alpi Giulie situata nella regione dell'Alta Carniola all'interno del parco nazionale del Tricorno; è la più lunga ed orientale della valli glaciali nei pressi di Mojstrana. Punto di partenza per numerosi itinerari all'interno del parco conduce verso la Valle del Radovna.
Circa a metà della valle è possibile trovare la malga Kovinar, popolare punto di sosta per gli alpinisti che frequentano la valle.
Le vette più importanti situate nella valle sono:
- Rjavina - 2.532 m
- Monte Tosc - 2.275 m
- Luknja - 2.245 m
- Veliki Draški - 2.243 m
- Mali Draški - 2.132 m
- Debela peč - 2.014 m
- Lipanski - 1.965 m
- Debeli - 1.962 m
- Macesnovec - 1.926 m